# Asplenium reclinatum
Asplenium reclinatum là một loài dương xỉ trong họ Aspleniaceae. Loài này được Houlston mô tả khoa học đầu tiên năm 1851.
Danh pháp khoa học của loài này chưa được làm sáng tỏ. 